# Osebni podatek
Osebni podatek je v zakonu o varstvu osebnih podatkov definiran v 6. členu kot katerikoli podatek, ki se nanaša na posameznika, ne glede na obliko, v kateri je izražen.
Poleg klasičnih osebnih podatkov zakon opredeljuje tudi občutljive osebne podatke, ki jih v 20. točki 6. člena istega zakona opredeljuje kot: podatki o rasnem, narodnem ali narodnostnem poreklu, političnem, verskem ali filozofskem prepričanju, članstvu v sindikatu, zdravstvenem stanju, spolnem življenju, vpisu ali izbrisu v ali iz kazenske evidence ali evidenc, ki se vodijo na podlagi zakona, ki ureja prekrške (v nadaljnjem besedilu: prekrškovne evidence); občutljivi osebni podatki so tudi biometrične značilnosti, če je z njihovo uporabo mogoče določiti posameznika v zvezi s kakšno od prej navedenih okoliščin.
Osebne podatke zbira upravljavec osebnih podatkov, ki jih lahko le na podlagi zakonskih določb posreduje tretji osebi.